# Paolo Banchero

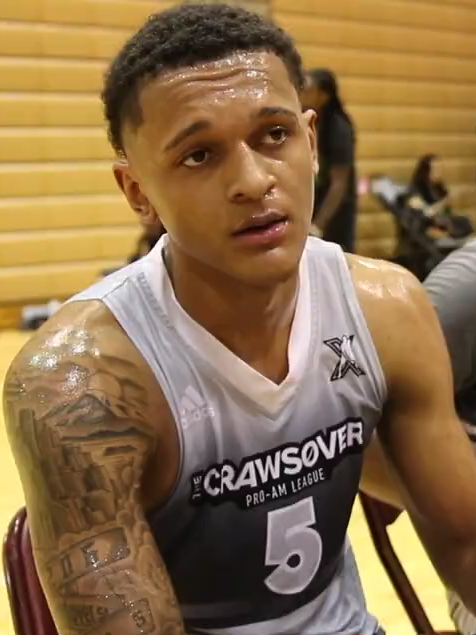
Paolo Banchero, 2021.

Paolo Napoleon James Banchero, född 12 november 2002 i Seattle i Washington, är en amerikansk professionell basketspelare (PF) som spelar för Orlando Magic i National Basketball Association (NBA).
Han draftades av Orlando Magic i första rundan i 2022 års draft som förste spelare totalt.
Innan Banchero blev proffs studerade han vid Duke University och spelade för universitetets idrottsförening Duke Blue Devils.